# Coming Home (Sasha-Lied)
Coming Home (englisch für „Nach Hause kommen“) ist ein Weihnachtslied des deutschen Popsängers Sasha aus dem Jahr 2006.

## Hintergrund
Coming Home wurde von Sasha selbst – gemeinsam mit Robin Grubert und Alexander Zuckowski – geschrieben, komponiert und produziert.
Das Lied erschien erstmals am 23. November 2006 als Single und war Teil des am 1. Dezember 2006 erschienenen Best-of-Albums Greatest Hits. Das dazugehörige Musikvideo, in jenem Sasha in vier verschiedene Rollen schlüpft, entstand als Schwarzweißfilm unter der Regie von Sven Bollinger.

## Charts und Chartplatzierungen
| ChartsChartplatzierungen | Höchstplatzierung | Wochen |
| ------------------------ | ----------------- | ------ |
| Deutschland (GfK)        | 10 (13 Wo.)       | 13     |
| Österreich (Ö3)          | 24 (11 Wo.)       | 11     |

| ChartsJahrescharts (2007) | Platzierung |
| ------------------------- | ----------- |
| Deutschland (GfK)         | 85          |